# La Petite-Marche

La Petite-Marche este o comună în departamentul Allier din centrul Franței. În 1 ianuarie 2022 avea o populație de 165 de locuitori.